# Jaskółki (gmina)
Jaskółki (od 1945 Dolsk) – dawna gmina wiejska istniejąca w latach 1934–1939 w woj. poznańskim (dzisiejsze woj. wielkopolskie). Siedzibą władz gminy były Jaskółki pod Dolskiem (obecnie w granicach Dolska).
Gmina zbiorowa Jaskółki została utworzona 1 sierpnia 1934 roku w powiecie śremskim w woj. poznańskim z dotychczasowych jednostkowych gmin wiejskich: Błażejewo pod Dolskiem, Bodzyniewo, Drzonek, Gawrony, Księginki, Lipówka, Lubiatowo, Małachowo, Masłowo, Międzychód, Mełpin, Mórka, Mszczyczyn, Nowiec, Nowieczek, Ostrowieczno, Rusocin, Studzianna, Trąbinek, Tworzymirki i Wieszczyczyn (oraz z obszarów dworskich położonych na tych terenach lecz nie wchodzących w skład gmin, w tym obszar dworski Jaskółki). 1 października 1939 roku dokonano wymiany pewnych obszarów między gminą Jaskółki i miastem Dolsk. 
Gminę zniesiono w 1939 roku. Po wojnie gminy Jaskółki nie reaktywowano, utworzono natomiast jej terytorialny odpowiednik – gminę Dolsk z siedzibą władz w Dolsku.